# Mielichhoferia macrocarpa
Mielichhoferia macrocarpa är en bladmossart som beskrevs av Bruch och W. P. Schimper 1843. Mielichhoferia macrocarpa ingår i släktet kismossor, och familjen Bryaceae. Inga underarter finns listade i Catalogue of Life.